# Francis Howard McKay
Francis Howard McKay (Spokane, 7 maart 1901 – Seattle, september 1985) was een Amerikaans componist en muziekpedagoog. Hij was het derde kind van het echtpaar Frederick Harrison McKay en Ila Diantha Pangborn en daarmee een jongere broer van George Frederick McKay, eveneens componist.

## Levensloop
McKay studeerde eerst aan het Staatsuniversiteit van Washington in Spokane. Later wisselde hij aan de Eastman School of Music in Rochester en studeerde onder andere viool bij Vladimir Reznikof. In deze tijd was hij lid van het Rochester Philharmonic Orchestra en het Eastman Theatre Orchestra in Rochester. Zijn studies voltooide hij aan de Universiteit van Washington in Seattle en behaalde zijn Bachelor of Music alsook zijn Master of Arts.
Vanaf 1936 was hij docent aan verschillende conservatoria en universiteiten in de Amerikaanse staten Oregon, Washington en Californië zoals aan het Oregon College of Education in Monmouth en aan het Los Angeles Conservatory of Music, nu: California Institute of the Arts in Los Angeles, waar hij muziektheorie leerde.
Als componist schreef hij werken voor harmonieorkest en kamermuziek voor blazers. Hij was vanaf 1946 lid van de American Society of Composers, Authors and Publishers (ASCAP).

## Composities

### Werken voor harmonieorkest
- 1956 From Foxen's Glen, rapsodie
- An Irish Rhapsody

### Kamermuziek
- 1935 Second Suite, voor koperkwartet, op. 11
- 3 Nautical Characters, voor blaaskwintet
- Adagio Assai and Allegro Vivace, voor koperkwartet
- American Sketch, voor 2 klarinetten, altklarinet en basklarinet
- Anita, voor saxofoontrio
- At the Puppet Show, voor houtblazerstrio
- Bainbridge Island Sketches "Five Lyric Miniatures", voor vier klarinetten
- Blue Tapestry, Sketch in Syncopation, voor 2 klarinetten en basklarinet
- Buckboard Blues, voor saxofoon en piano
- Carmela, voor 3 saxofoons
- Chiquita, voor 3 saxofoons
- Chromatic Caprice, voor vier klarinetten
- Concert Prelude, voor kopersextet
- Divertimento, voor hoornkwartet, op. 16
- Dramatic Prelude, voor kopersextet
- Dream Waltz, voor klarinet en piano
- Festival March, voor trombonekwartet
- Festival Prelude, voor trombonekwartet
- Four Pieces - Suite nr. 1, voor koperkwartet
- Grandioso in C majeur, voor kopersextet
- Green Meadows, voor houtblaaskwartet
- Hallowe'en Time, voor klarinet en piano (ook voor 3 dwarsfluiten en piano)
- Hernando's Holiday, voor altsaxofoon en piano
- Interlude, voor koperkwartet
- Intermezzo, voor trombonekwartet
- Jig for Jeanine, voor altsaxofoon en piano
- Larghetto, voor hoornkwartet
- Lyric Poem, voor drie dwarsfluiten
- Musette, voor 2 klarinetten, altklarinet en basklarinet
- Novelette, voor houtblaaskwartet
- On The Boulevard, voor vier klarinetten
- Pageantry, voor koperkwartet
- Panel in Oil Color, voor kopersextet
- Petite Suite, voor hoornkwartet, op. 15
- Prologue in Es majeur, voor kopersextet
- Romantic Mural, voor kopersextet
- Second Fantasy, voor kopersextet
- Sextet in A majeur, voor kopersextet
- Siciliano, voor drie dwarsfluiten (of dwarsfluit en piano)
- Song and Dance, voor vier klarinetten
- Suite, voor hoornkwartet
- Summer Etching, voor vier klarinetten
- The Dancer, voor dwarsfluittrio
- The Powdered Wig (Minuet), voor klarinet (of altsaxofoon) en piano
- Three Cadets, voor saxofoontrio
- Trail to Sunny Point - Pastoral Sketch, voor 2 klarinetten en basklarinet
- Tres Amigos, voor saxofoontrio
- Two Pieces, voor hoornkwartet
- Two Promenades, voor 3 klarinetten en basklarinet
- With Gay Spirit, voor 2 klarinetten, altklarinet en basklarinet
- Woods in April, voor vier klarinetten
- Ye Traveling Troubador, voor altsaxofoon en piano

### Werken voor piano
- On a May morning